# Swordfishtrombones
Swordfishtrombones ist ein 1983 veröffentlichtes Album von Tom Waits. Es ist sein erstes Album bei Island Records (siebtes insgesamt) und gilt als eine stilistische Zäsur in Waits’ Werk. Manchmal wird das Album als Auftakt einer Trilogie verstanden, zu der die darauffolgenden Alben Rain Dogs und Frank's Wild Years gehören.

## Entstehung
Im April 1982 spielte Waits dem Vertreter seines damaligen Verlags Elektra-Asylum Joe Smith Demo-Versionen von Frank’s Wild Years, 16 Shells From a Thirty-Ought Six und Shore Leave vor. Dieser lehnte die Aufnahme solch experimenteller und unkonventioneller Musik ab. Waits beschloss trotzdem, das Album aufzunehmen. Es wurde anschließend von Island Records veröffentlicht, dessen Chef Chris Blackwell sich als offener gegenüber Waits’ Experimentierfreude erwies.
Das Album wurde in seiner Gänze von Waits geschrieben, arrangiert und produziert (an den Arrangements einzelner Lieder war auch Francis Thumm beteiligt). Eine Tour zum Album folgte nicht, denn Waits blieb lieber zu Hause bei seiner schwangeren Frau. Dafür hatte das MTV-Zeitalter begonnen, und mit dem Dokumentarfilmer Haskell Wexler und dem Künstler Michael A. Russ, der auch das Cover des Albums entworfen hatte, realisierte Waits sein erstes Video zu der langsamen Ballade In the Neighborhood, das auch in seiner direkten Nachbarschaft gedreht wurde. „Es ist unglaublich, wie viele Leute sich diese Clips ansehen“, stellte er ungläubig fest.
Der ungewöhnliche Titel formte sich ihm beim Betrachten eines Alphabet-Bilderbuchs mit seiner Tochter. Auf der linken Seite wurde der Buchstabe S mittels Swordfish vorgestellt, auf der rechten gab Trombone das Beispiel für den T-Anlaut.
Das Cover des Albums wurde von dem US-amerikanischen Fotokünstler Michael A. Russ gestaltet und zeigt Tom sowie die Schauspieler Lee Kolima und Angelo Rossitto.

## Stil und Thematik
Swordfishtrombones stellt eine Zäsur in Waits’ Werk dar, eine Abkehr von Lounge-Jazz hin zu experimenteller Rockmusik. Viele Elemente, die bis dahin für seine Musik typisch waren, wurden bewusst aufgegeben, so beispielsweise Saxophon- und Streicherpartien. Klavierpartien wurden sehr spärlich eingesetzt. Stattdessen wurde der Klang deutlich perkussiver, viele unübliche Trommel- und Perkussionsinstrumente wurden bei den Aufnahmen genutzt. Das Album wurde vom Schaffen solcher Musiker wie Captain Beefheart und Harry Partch stark beeinflusst. Im Zentrum der im Vergleich zu früheren Alben spärlich arrangierten Lieder steht Waits’ charakteristische Stimme.
Das Album ist als die Geschichte eines Mannes konzipiert, der „…sein altes Viertel verlässt und zur Handelsmarine geht, in Hongkong in Schwierigkeiten gerät, heimkehrt, sein Mädchen heiratet, sein Haus abfackelt, und sich in ein Abenteuer stürzt.“

## Rezeption
In der englischen Ausgabe der Musikzeitschrift Rolling Stone wurde das Album positiv rezensiert (4 von 5 Sternen):

„The combination of weirdness, heartfelt lyrics and haunting instrumentals adds up to a superior LP and an opportunity to rediscover Tom Waits.“

„Die Kombination aus Verrücktheit, innigen Texten und gespenstischer Instrumentierung ergibt ein großartiges Album und eine Gelegenheit, Tom Waits neu zu entdecken.“

Der deutsche Rolling Stone nahm das Album 1997 in seinen Überblick über „Die musikalischen Meilensteine der ’80er“ auf. „Impressionistisch und unvergeßlich“ sei Waits’ „großartigste Platte“. 2008 schrieb Chris Wiesner in dem vom Rolling Stone herausgegebenen Sounds-Themenmagazin, es sei sein „bis dahin mit Abstand sperrigstes Album“, ein „rumpeliges Werk voll songwriterischer Grandezza […], die er kunstvoll unter schleifenden, röchelnden und polternden Klangquellen verbarg“. Textlich habe „er sich von der bis dahin dominierenden selbstzerfleischenden Nabelschau“ gelöst und „sich in kryptischen Kurzgeschichten den Losern dieser Welt“ gewidmet.
Zehn Jahre nach Erscheinen setzte der Musikexpress das Album auf Platz 43 seiner 100 Meisterwerke. Das erste Anhören sei ein Schock wegen der schrägen Klangcollagen, die jedoch ihre Rätselhaftigkeit nach einer Weile verlören. Weitere zwei Jahre später war Swordfishtrombones auch unter der Auswahl der 100 besten Tiefpreis-Platten mit der Begründung, es sei ein süchtig machender Schwarzweißfilm über das Schattenreich der Verlierer und Verlorenen für ebensolche.
Der Musikjournalist Robert Christgau bewertete Swordfishtrombones mit A−. Er betonte, dass es das erste Album sei, auf dem Waits seinen Möglichkeiten und seinem Talent gerecht wurde, indem er seine unschöne Stimme als einen Vorteil nutzt.
Auf Allmusic wurde das Album mit 5 Sternen bewertet, der Autor der Rezension bemerkte, „Artistically, Swordfishtrombones marked an evolution of which Waits had not seemed capable (though there were hints of this sound on his last two Asylum albums), and in career terms it reinvented him.“

## Titelliste
1. Underground – 1:58
2. Shore Leave – 4:12
3. Dave the Butcher – 2:15
4. Johnsburg, Illinois – 1:30
5. 16 Shells From a 30.6 – 4:30
6. Town With No Cheer – 4:22
7. In the Neighbourhood – 3:04
8. Just Another Sucker on the Vine – 1:42
9. Frank's Wild Years – 1:50
10. Swordfishtrombone – 3:00
11. Down, Down, Down – 2:10
12. Soldier's Things – 3:15
13. Gin Soaked Boy – 2:20
14. Trouble Braids – 1:18
15. Rainbirds – 3:05

## Besetzung
- Tom Waits – Gesang, Klavier, Harmonium, Hammond-Orgel, Synthesizer, Glocken, Stuhl
- Greg Cohen – Kontrabass
- Victor Feldman – Hammond-Orgel, (Bass-)Marimba, Snaredrum, verschiedene Trommeln, Glocken, Bass-BooBams, afrikanische Sprechtrommel
- Larry Taylor – Kontrabass
- Stephen Taylor Arvizu Hodges – Schlagzeug, Trommel, Becken, Glasharmonika
- Fred Tackett – E-Gitarre, Banjo-Gitarre
- Francis Thumm – Aunglongs, Glasharmonika
- Bill Reichenbach – Posaune
- Randy Aldcroft – Baritonhorn
- Dick Hyde – Posaune
- Joe Romano – Posaune
- Richard Gibbs – Glasharmonika
- Anthony Clark Stewart – Dudelsack
- Clark Spangler – Synthesizer-Programmierung